# Luftteleskop

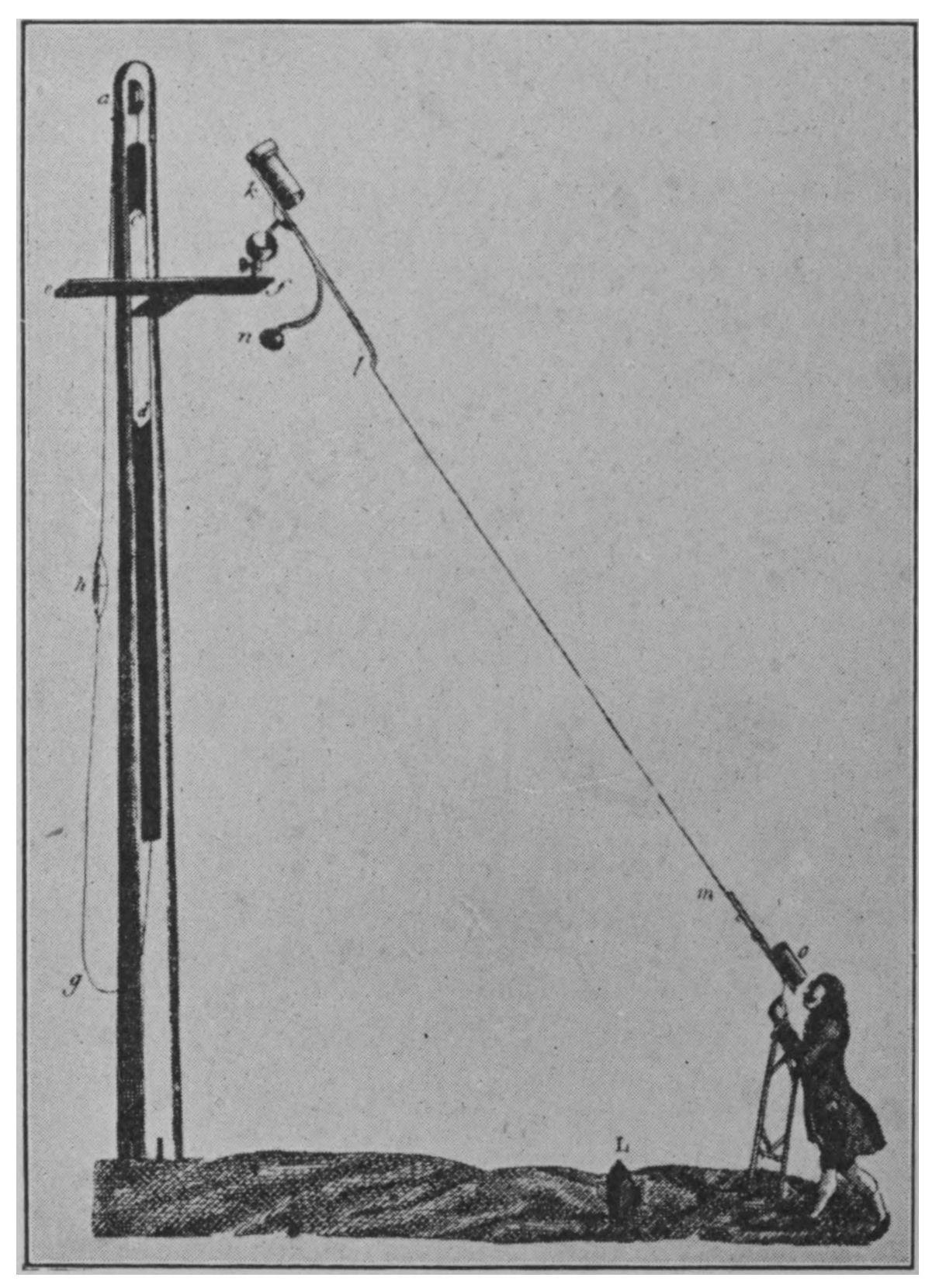
Luftteleskop

Ett luftteleskop är ett teleskop där objektivlins och okular inte är förbundna med varandra av en tub. För att minimera kromatisk aberration tillverkade man under 1600-talet tubkikare med allt längre brännvidd. Ett sådant teleskop kunde ha en tub som var flera tiotal meter lång och var mycket besvärligt att hantera. Constantijn Huygens d.y. och hans bror Christiaan Huygens med flera gjorde därför på 1680-talet försök med teleskop som helt saknade tub, luftteleskop.

## Historik

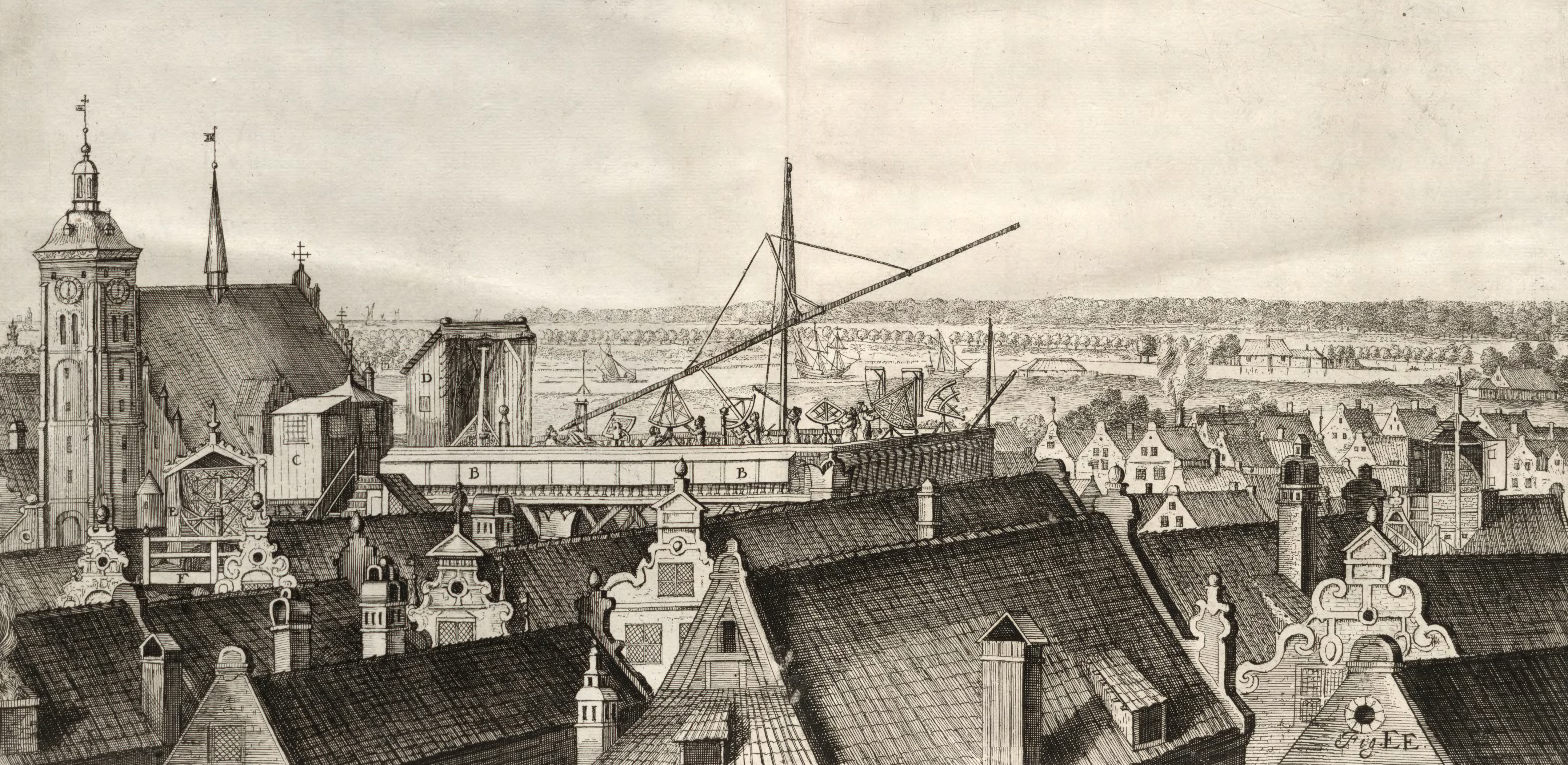
Jan Hevelius astronomiska observatorium i Gdańsk. Gravyr från 1673

Den astronomiska tubkikaren kom i bruk i början av 1600-talet. För att åstadkomma kraftig förstoring försökte man att använda linser med kort brännvidd men fick då problem med kromatisk aberration, alltså att olika färger inte fokuserades till samma plan. Bilden blev därmed oskarp. Spegelteleskop ger ingen kromatisk aberration, men sådana började inte att användas förrän mot slutet av århundradet och akromatiska linser  uppfanns först vid mitten av 1700-talet. I stället kunde man göra problemet mindre genom att ge objektivlinsen längre brännvidd. Eftersom tuben måste vara lika lång som objektivets och okularets sammanlagda brännvidder blev teleskopen extremt stora. Jan Hevelius, Christiaan Huygens och Giovanni Cassini hade teleskop med tuber som var flera tiotal meter långa. Hevelius längsta teleskop hade brännvidden 150 fot, ca 45 meter. De stöddes av master eller torn men var ändå instabila och otympliga.

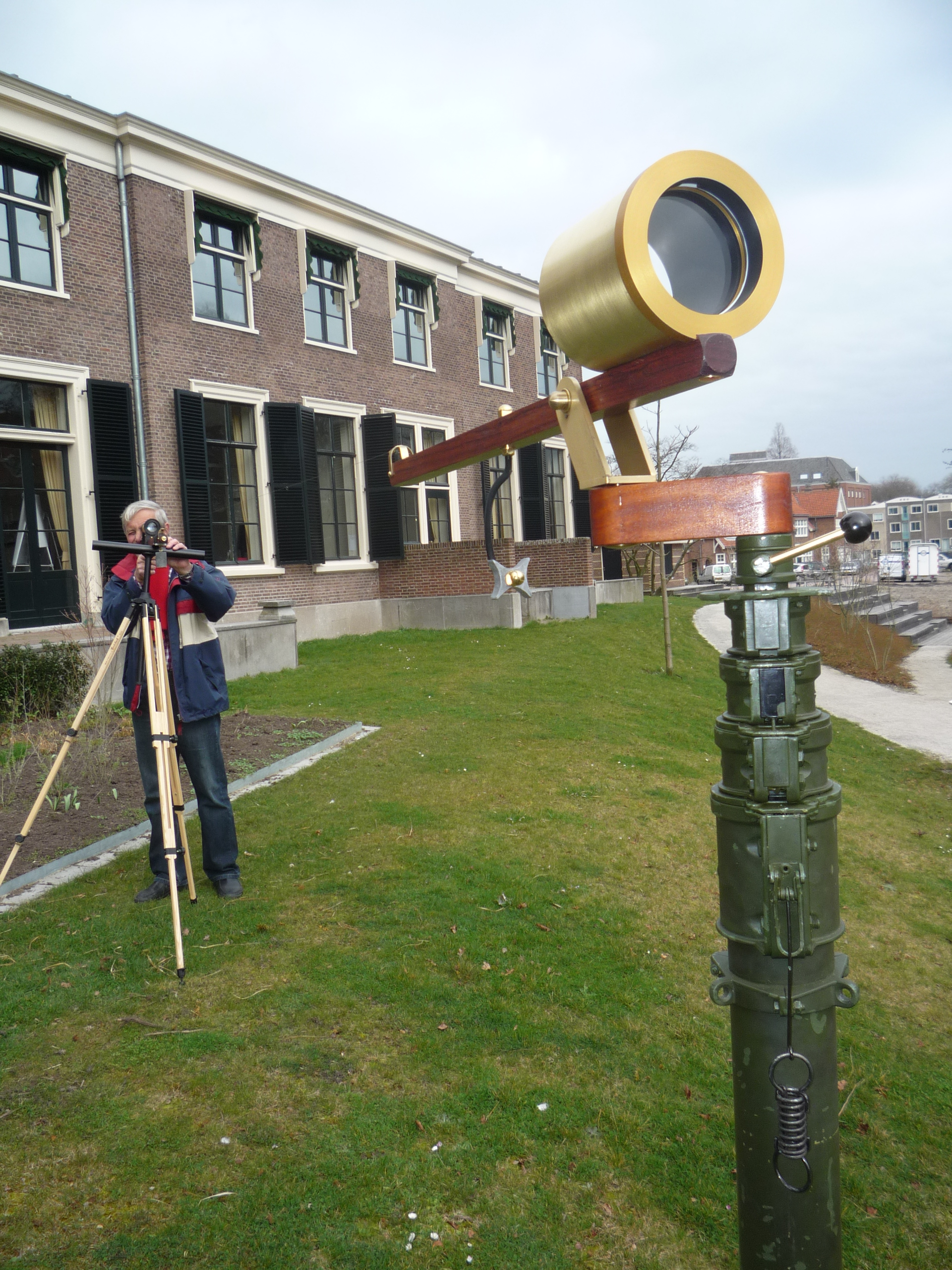
Huygens luftteleskop uppställt framför Leidens gamla observatorium

Bröderna Christiaan och Constantijn Huygens provade därför på 1680-talet att bygga teleskop utan tub, luftteleskop. De monterade objektivet i ett kort rör. Röret kunde höjas eller sänkas utefter en hög mast. Det satt på en kulled så att det kunde vridas i alla riktningar. Från nedre änden av objektivröret gick ett snöre i vars andra ände ett rör med okular var fastgjort. Snörets längd motsvarade brännvidden. Observatören som stod på marken ställde objektivröret i dess rätta höjd, fattade okularröret med handen, satte det för ögat och spände på samma gång snöret. Objektivet riktades därmed mot okularet.
I tubteleskop kunde man låta ljuset från objektivet passera genom öppningar (”bländare”) som  förhindrade att ovälkommet ljus reflekterades från tubens insida och nådde okularet. Detta var inte möjligt med luftteleskopet utan ströljus gjorde observationen svårare. På grund av dess öppna (”luftiga”) konstruktion var det också svårt att lokalisera och rikta in teleskopet mot ljussvaga himlakroppar. Ljusstarkare objekt kunde lokaliseras genom att låta objektivlinsen projicera en bild på en ring av kartong som var fäst runt okularröret. Konstruktionen var känslig för starka vindar men Huygens menade att långa tubteleskop var ännu känsligare.
Bröderna Huygens färdigställde 1686 ett luftteleskop med en brännvidd av 210 fot, ca 60 meter.
Isaac Newton ansåg att luftteleskopet var överlägset långa tubteleskop eftersom de senare tenderade att hela tiden vibrera. Han föredrog ändå att arbeta med spegelteleskop. Med dem slapp man kromatisk aberration och de kunde därför göras mycket kortare än refraktorerna. Newton och andra hade på 1660-talet börjat att utveckla praktiskt användbara spegelteleskop och fr.o.m. 1700-talet är alla större teleskop av den typen. Luftteleskop fick aldrig någon mer allmän användning.